# Harmonický skalpel
Harmonický skalpel je nástroj používaný při chirurgických výkonech k souběžnému řezání a koagulaci tkání, pro svoji činnost využívá energii vysokofrekvenčních mechanických kmitů – vibrací.
Nástroj je podobný elektrokauteru, ale na rozdíl od něj umožňuje řezat tlustější tkání, při řezání vzniká méně dýmu a může dosahovat větší přesnosti. Na druhou stranu se s harmonickým skalpelem obtížněji manévruje a řezání i koagulace trvá delší dobu. Navíc harmonický skalpel koaguluje tkáň jen během řezání, není možné jej použít ke stavění krvácení.
Další výhodou harmonického skalpelu ve srovnání s elektrokauterem je menší tepelné poškození tkání přiléhajících k řezu.
Energie potřebná pro řezání je přiváděna ve formě vibrací o frekvenci 20 kHz.[zdroj?] Řez tkání probíhá spíše díky denaturaci proteinů než díky vzniku tepla.